# Patersonia fragilis
Patersonia fragilis är en irisväxtart som först beskrevs av Jacques-Julien Houtou de La Billardière, och fick sitt nu gällande namn av Paul Friedrich August Ascherson och Karl Otto Robert Peter Paul Graebner. Patersonia fragilis ingår i släktet Patersonia och familjen irisväxter. Inga underarter finns listade i Catalogue of Life.